# Terminal kontenerowy

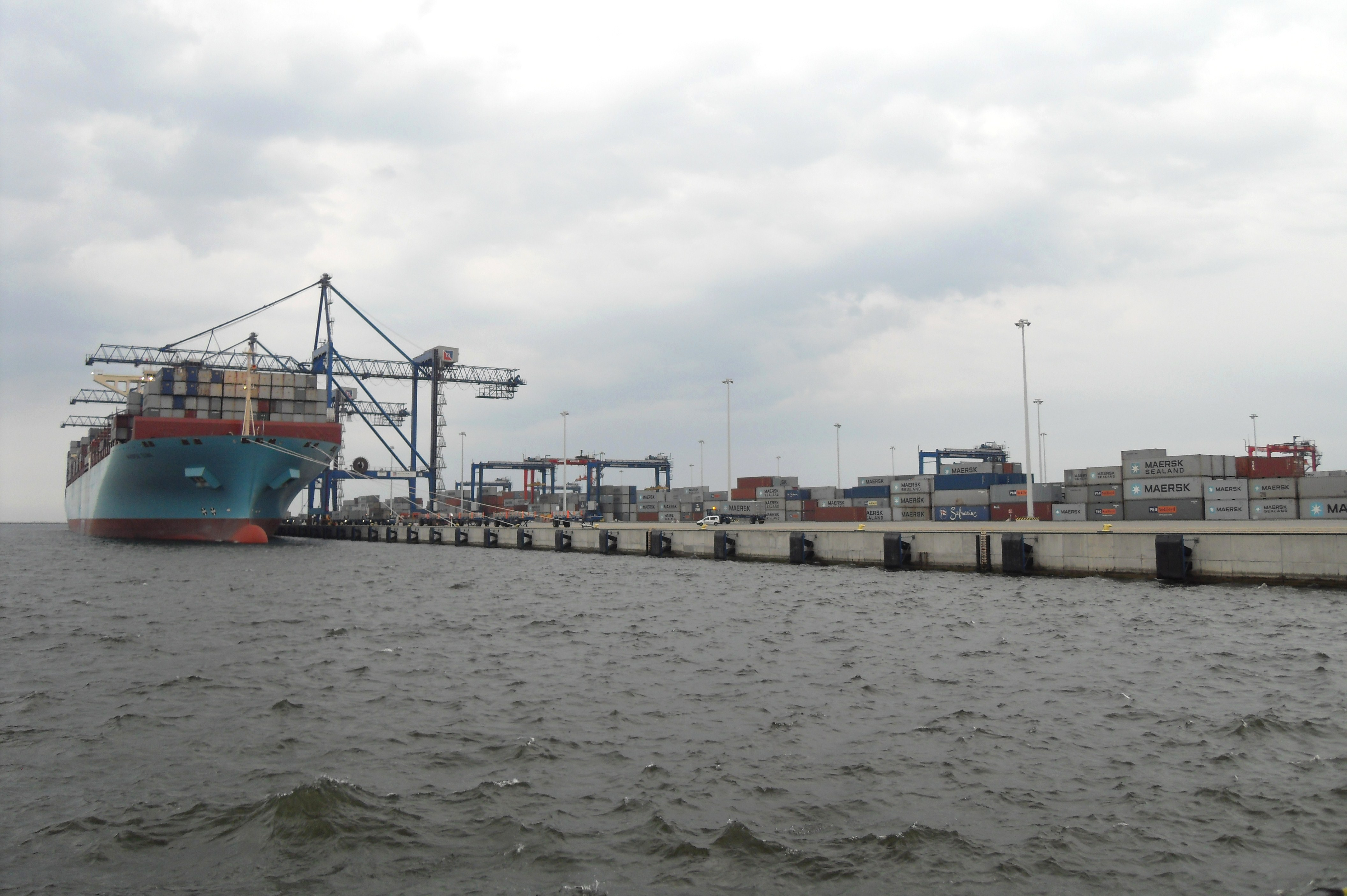
Terminal kontenerowy Baltic Hub

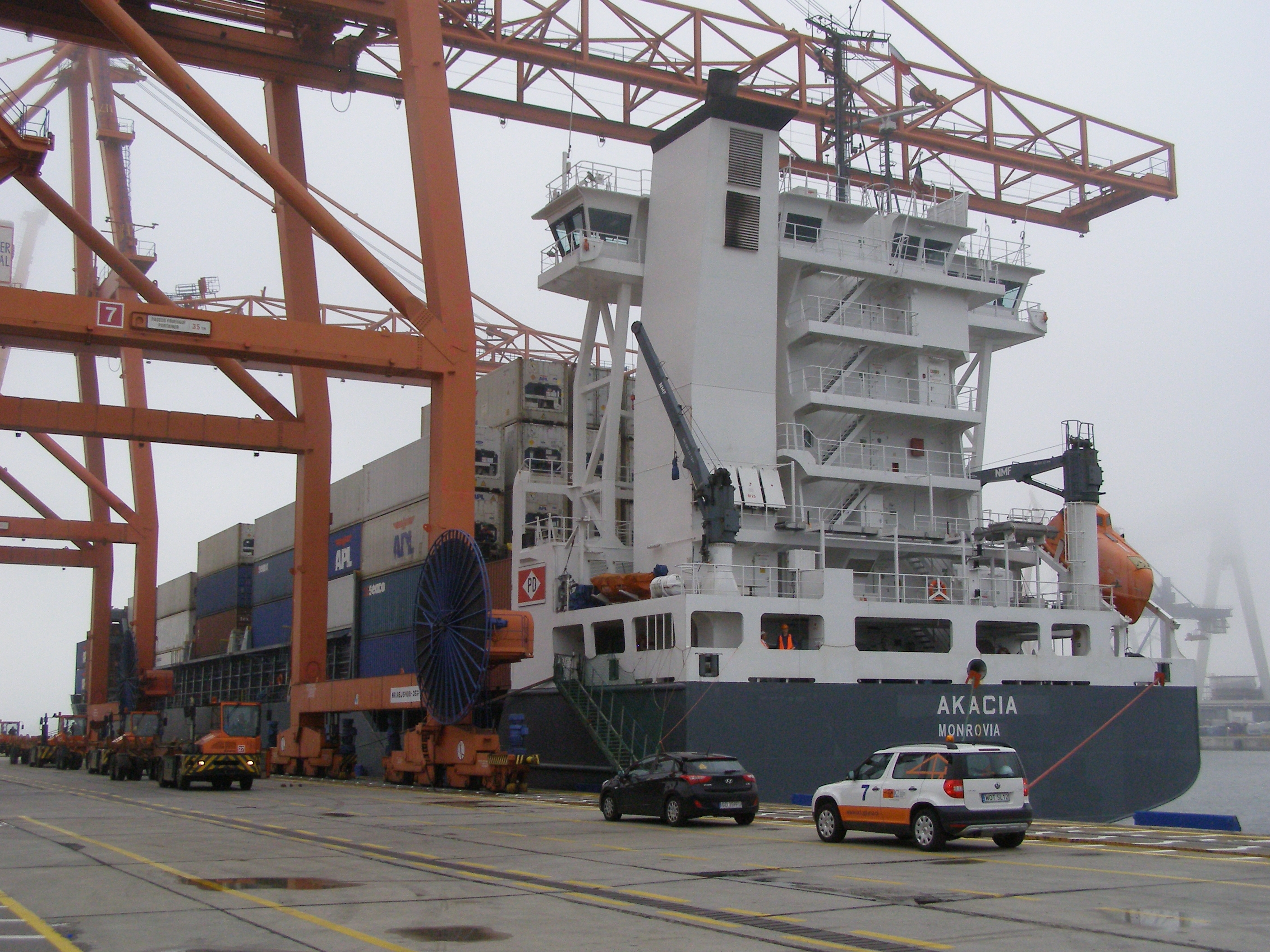
BCT Bałtycki Terminal Kontenerowy Gdynia

Terminal kontenerowy – obiekt, w którym kontenery są przeładowywane z różnych środków transportu w celu dalszego transportu. Przeładunek może odbywać się między statkami kontenerowymi oraz pojazdami lądowymi (pociągi lub ciągniki siodłowe), w takim przypadku mamy do czynienia z morskim terminalem kontenerowym. Przeładunek może również odbywać się między pojazdami lądowymi, zwykle z pociągu i ciągników siodłowych, w tym przypadku terminal opisany jest jako lądowy terminal kontenerowy.
Morskie terminale kontenerowe zazwyczaj są częścią większego portu i znajdują się w dużych miastach lub w ich pobliżu. Uwarunkowane jest to koniecznością zapewnienia dobrego dojazdu kolejowego oraz drogowego. Terminale kontenerowe, zarówno morskie jak i lądowe, zapewniają zwykle również place składowe przeznaczone do przechowywania kontenerów zarówno załadowanych jak i pustych. Załadowane kontenery są przechowywane przez stosunkowo krótki czas, gdyż czekają na dalszy transport. Natomiast puste kontenery mogą być składowane przez dłuższy okres w zależności od planu ich ponownego użycia.
Największym polskim terminalem kontenerowym jest Baltic Hub, którego oficjalne otwarcie nastąpiło 1 października 2007 roku.

## Polskie morskie terminale kontenerowe
- w Gdańsku: Baltic Hub; Terminal Kontenerowy na Nabrzeżu Szczecińskim
- w Gdyni: GCT (Gdynia Container Terminal); BCT (Baltic Container Terminal); OT Port Gdynia)
- w Szczecinie: OT Port Gdynia (wcześniej: DB PS (DB Port Szczecin))
- w Świnoujściu ( projektowany Terminal kontenerowy w Świnoujściu)[1]